# Oostenrijk op het Eurovisiesongfestival 1989
Oostenrijk nam deel aan het  Eurovisiesongfestival 1989, gehouden  in Lausanne, Zwitserland. Het was de 28ste deelname van het land aan het festival.

## Selectieprocedure
Net zoals vorig jaar, koos men er deze keer voor om een interne selectie te houden voor de kandidaat voor het festival.
Uiteindelijk viel de keuze op de zanger Thomas Forstner met het lied Nur ein Lied.

## In Lausanne
Op het festival in Zwitserland moest Oostenrijk aantreden als 13de, na Denemarken en voor Finland. Na het afsluiten van de stemmen bleek dat Oostenrijk op een 5de plaats was geëindigd met 97 punten.
Men ontving 3 keer het maximum van de punten.
Nederland en België gaven respectievelijk 0 en 12 punten aan de Oostenrijkse inzending.

### Gekregen punten

#### Finale
| 12 punten                       | 10 punten    | 8 punten                         | 7 punten | 6 punten  |
| ------------------------------- | ------------ | -------------------------------- | -------- | --------- |
| - België - Griekenland - Italië | - Cyprus     | - IJsland - Israël - Zwitserland | - Zweden |           |
| 5 punten                        | 4 punten     | 3 punten                         | 2 punten | 1 punt    |
| - Duitsland - Joegoslavië       | - Denemarken | - Turkije                        | - Spanje | - Finland |

### Punten gegeven door Oostenrijk

#### Finale
Punten gegeven in de finale:
| 12 punten | Zweden              |
| 10 punten | Joegoslavië         |
| 8 punten  | Verenigd Koninkrijk |
| 7 punten  | Denemarken          |
| 6 punten  | Portugal            |
| 5 punten  | Frankrijk           |
| 4 punten  | Nederland           |
| 3 punten  | Finland             |
| 2 punten  | Cyprus              |
| 1 punt    | Zwitserland         |

1957 · 1958 · 1959 · 1960 · 1961 · 1962 · 1963 · 1964 · 1965 · 1966 · 1967 · 1968 · 1969-1970 · 1971 · 1972 · 1973-1975 · 1976 · 1977 · 1978 · 1979 · 1980 · 1981 · 1982 · 1983 · 1984 · 1985 · 1986 · 1987 · 1988 · 1989 · 1990 · 1991 · 1992 · 1993 · 1994 · 1995 · 1996 · 1997 · 1998 · 1999 · 2000 · 2001 · 2002 · 2003 · 2004 · 2005 · 2006 · 2007 · 2008-2010 · 2011 · 2012 · 2013 · 2014 · 2015 · 2016 · 2017 · 2018 · 2019 · 2020 · 2021 · 2022 · 2023 · 2024 · 2025